# 2009년 대한민국의 시국선언
본 문서는 2009년 대한민국에서 발표된 '시국선언'의 목록이다. 대체로 이명박 정부에 비판적인 입장을 취하고 있다. 당해년도 6월, 전국 93개 대학의 교수 4500명 이상을 포함하여 각계 인사 1만명 이상 이 시국선언에 동참하였다. 본 문서에서는 발표된 시국선언들의 목록과 내용 일부를 소개한다.(일부 누락된 경우가 있을 수 있음)

## 내용
(날짜순, 가나다순)

### 5월 28일
- 대학 교수, 종교인 등 사회인사 102명[3]

전국에 걸친 국민적 추모의 물결은 이명박 정부에 대한 경고의 성격을 담고 있습니다. 노무현 전 대통령의 죽음을 계기로 삼아 이명박 정부는 단절과 억압의 일방독주체제에서 벗어나야 합니다.— 선언문

### 6월 3일
- 서울대 교수 124명[4]

서울대 신양인문학술정보관에서 '인권과 민주주의의 회복을 요구하는 시국선언'을 발표했다.
- 중앙대 교수 68명[5]

### 6월 4일
- 신라대 교수 39명[6]

### 6월 5일
- 경상대 교수 66명[7]
- 경성대 교수 62명[7]
- 대구·경상북도지역 교수 309명[7]
- 연세대 총학생회[8]
- 충북대 교수 83명
- 30개대 총학생회장과 42개대 학생 2386명[7]

### 6월 7일
- 동아대 교수 56명
- 서강대 교수 45명[9]

### 6월 8일
- 고려대 교수 131명[10]

오늘 한국의 민주주의는 심각한 위기에 직면해 있다. 그간 군사독재의 망령을 떨치며 민주주의가 크게 전진돼 왔으나 이제 다시 권위주의의 그림자가 우리 사회에 짙게 드리우고 있다.— 선언문

- 법학자 165명 - 신영철 대법관의 재판개입에 대한 시국선언[7]
- 성균관대 교수 35명[11]
- 우석대 교수 85명
- 인천대 교수 37명
- 한신대 교수 88명

### 6월 9일
- 강원대 교수 55명
- 건국대 교수 62명
- 경남대 교수 71명
- 경희대 교수 112명[7]
- 광주·전남지역 교수 725명[12]

이명박 정부에 '비민주적 권위주의적 통치방식에 대해 사과'할 것 등을 요구했다.
- 대전·충청남도지역 교수 216명
- 대전·충청남도지역 보건의료인 73명[7]
- 방송통신대 교수 27명
- 베이징대 한국인 유학생 21명[13]
- 부산대 교수 114명[14]

“민주주의의 후퇴를 우려하며, 이명박 정부의 각성을 촉구한다”

우리는 전직 대통령의 비극적인 죽음을 계기로 한국사회의 민주주의가 어디로 가고 있는가에 대해 다시 돌아보게 되었다. 현 정부 출범 이후 한국 사회의 모든 분야에서 민주주의와 인권이 후퇴하고 있다. (중략) 앞으로도 이러한 후퇴가 거듭되어 사회 혼란과 위기가 증폭될 때, 한국 사회가 직면하게 될 파국적 상황은 생각하기조차 두렵다. (이하 생략)— 선언문

- 북미 지역 교수 240명[16]

9일(현지 시각), 미국과 캐나다 등 북미 대학에 있는 교수 240명이 현 정부 들어 대한민국의 민주주의가 여러 가지 측면에서 후퇴하고 있다고 우려하는 시국 성명서를 발표했다.
- 숭실대 교수 63명[17]
- 역사학자 281명[18]

'이명박 정부는 독재정권은 반드시 붕괴된다는 역사적 교훈을 잊었는가'라며 노무현 전 대통령의 죽음과 관련한 진실을 규명할 것과 비정규직, 장애인 등을 위한 정책을 요구했다.
- 이화여대 교수 52명[19]

이명박 정권 집권 이후 계속된 억압적 통치가 국민의 우려와 저항을 불러왔다며 이명박 대통령의 사과와 미디어 법안 철회 등을 요구했다.
- 작가 188명[20]

현 시국을 '민주주의의 아우슈비츠'라고 주장하며 이명박 정부를 규탄했다.
- 전주대 교수 105명
- 조계종 승려 108명[21]

승려 108명은 서울 조계사 대웅전 앞에서 기자회견을 열고, 노무현 사망과 관련하여 이명박 대통령이 사과하고 당국자 문책 및 내각 개편할 것, 미디어 관련법과 비정규직법을 강제처리하지 말 것, 대북관계 개선에 노력할 것 등을 요구했다.
- 창원대 교수 34명
- 충청북도지역 교수 212명
- 한국작가회의 소속 문인 514명[19]

편협한 정치, 보복정치와 같은 국정운영 방식을 철회하고 국민과 소통하는 민주적 리더십을 다시 세워야 한다.— 선언문

### 6월 10일
- 감신대 교수 16명[7]
- 경희대 학생[7]
- 공주대 총학생회
- 광주광역시 광산구의회[22]

"현 정부가 민주주의 역사를 부정하고 독선적으로 국정을 운영하고 있어 사회 전체를 분열과 갈등으로 몰고 가고 있다"며 정부 정책을 비판했다.
- 법조계 877명[23]

지금 정부와 여당은 그와 같은 성찰 없이 용서와 화해, 국민 화합만을 이야기하고 있다. 진정한 용서와 화해는 엄정한 책임소재 규명과 이에 상응하는 조치가 전제되어야 할 것이며, 국민화합은 민주주의의 회복을 통해서만이 가능할 것이다. 우리는 정부와 여당이 소통과 통합을 무시하는 독선과 아집, 이해와 공존보다는 배제와 힘의 논리에 휩싸인 채 일방통행을 계속할 경우 더 큰 국민적 저항이 뒤따를 것임을 경고하고자 한다.

- 부산지역 종교계 인사 51명[24]

국민 대화합과 남북관계 개선을 촉구했다.
- 서울시립대 교수 37명
- 연세대 교수 162명[25]

우리는 과거 군사독재정권과의 오랜 싸움을 통해 이룩해온 민주화의 성취물들이 이처럼 일순간에 거품처럼 소멸되는 것을 결코 좌시할 수 없다. 이에 우리는 국민들의 피와 땀과 눈물로 이룩해 온 우리 사회의 기본가치인 자유와 민주의 이름으로 이명박 정부의 국정운영 쇄신을 아래와 같이 촉구한다.— 선언문

- 영산대 교수 47명
- 원광대 교수 95명[7]
- 인하대 교수 67명
- 전라북도지역 대학교수 254명[7]
- 한국외대 교수 60명[26]
- 한양대 교수 55명[27][28]

특권층 편향 정책을 바꾸고 시대착오적인 권위주의 통치를 중단하라.— 선언문

- 청소년 3076명

### 6월 11일
- 전국 철학자, 철학교수, 대학원생 등 505명

- 민주주의 후퇴를 우려하는 전국 철학자 시국선언

대통령은 주권자인 국민 위에 군림하는 식의 통치 스타일을 버려야 한다. 그 어떤 정책도 민주적 소통과 절차적 합의를 거쳐 추진해야 하며 사회적 약자를 배려하는 서민복지정책을 우선으로 추진해야 한다.— 선언문

### 6월 12일
- 울산대 교수 55명[30]

### 6월 15일
- 홍익대 교수 33명[31]
- 조계종 승려 1447명[2]

### 6월 16일
- 보건의료인 2289명[7]

### 6월 17일
- 딴지일보 편집부 일동 16명[32]

### 6월 29일
- 해외 거주 한인 학생 및 연구원 일동 621명[33][34]

- 한국의 민주주의 수호를 염원하는 해외거주 한인 학생 및 연구원의 시국선언

거리는 맨손의 시민들로 가득 차 있습니다. 용감한 사람들이 앞장섭니다. 시민들이 행진을 시작합니다. 경찰이 진압을 시작합니다. 방패에 찍히고 곤봉에 맞은 시민들이 길가에 구릅니다. 유혈이 낭자합니다. 맨몸의 시민들이 무장한 경찰에 의해 연행당합니다. 22년 전 암울했던 6월 어느 날 대한민국의 쓸쓸한 모습이었습니다. 하지만 아쉽게도 바로 오늘 서울의 모습이기도 합니다. (중략) 희망컨대 이 선언이 발표되기 전에 대한민국이 우리들의 대한민국으로 복원되었으면 합니다. 또한, 소통과 화해의 정치가 회복되길 진심으로 바랍니다. 하지만, 불행하게도 이 선언이 발표되어야 한다면, 우리 해외 한인학생들은 분연히 일어나 강력한 요구를 할 수 밖에 없습니다. 우리의 요구는 다음과 같습니다.

1. 민주주의 회복을 위한 구체적이고 진실된 국정운영의지를 표명할 것을 강력히 요구한다. 언론의 자유, 표현의 자유, 집회의 자유 등 민주주의 기본권을 보장하는 구체적이고 진실된 대안을 제시하여 단절과 대립의 정치를 포기하고 소통과 평화의 정치를 복원하라. 야당과 언론, 시민사회를 국정운영의 파트너로 인정하고 민주주의의 상징인 6월 정신을 계승하는 정치로 선회하라.

1. 노무현 전 대통령의 서거에 대해 사과할 것을 요구한다. 내각 총사퇴는 정권차원의 사과의 진정성을 담보하는 구체적 징표가 될 수 있을 것이다.

1. 용산 참사 유가족들에 대한 진심어린 사과와 합당한 보상을 실시할 것을 강력히 요구한다. 법원이 요구한 검찰수사 공개는 진심어린 사과의 첫걸음이 될 것이다.

1. 6.15 정신을 계승하여 남북화해에 대한 정책을 입안하여 수행할 것을 요구한다. 불필요한 남북경색 정국을 수습하는 것이 민족의 염원인 통일에 조금이나마 다가갈 수 있는 길임을 명심해야 할 것이다. 대한민국의 17대 대통령 이명박대통령은 15대 대통령의 국민의 정부를 이어 16대 대통령의 참여정부를 통해 수립 계승된 남북화해와 협력의 정신을 성실히 이행하라. 신자유주의 노동정책을 포기하여, 노동자의 생존권을 보장하고 민주적 노동관계를 수립할 것을 요구한다. 비정규직 개악입법의 포기는 하나의 실천적 대안이 될 것이다.

- 2009년 6월 29일 한국의 민주주의 수호를 염원하는 해외거주 한인 학생 및 연구원 일동

## 시국선언에 대한 비판
시국선언에 대해 비판의 목소리가 있었고, 이른바 '반(反)시국선언'이라고 불리는 시국선언에 반대하는 시국선언도 있다.
- 대한민국의 미래를 생각하는 교수들 소속(뉴라이트 계열[36]) 교수 128명[19]

일부 교수들의 의견이 마치 교수사회 전체의 의견처럼 과장되고 있다. 세계적 경기침체와 북핵 위협 등으로 국가가 위기에 처한 지금 일부 대학교수가 릴레이식으로 시국선언문을 발표하는 것은 국민에게 혼란과 분열을 일으킬 뿐이다.

- 반국가교육척결국민연합[37]

국론을 분열시켜 적화통일 앞당기려는 시국선언 교수는 대한민국의 주적이다.

- 6월 12일 선진화교수연합은 '나라를 사랑하는 교수 시국선언'을 발표했다.[35]
- 6월 17일 선진화시민행동은 '나라를 사랑하는 지식인 시국선언'을 발표했다.[35]

## 관련 사건
- 교육과학기술부는 시국선언에 참여한 전교조 소속 교사 1만7천여명 대부분을 징계 또는 행정처분하고, 88명은 해임, 정직 등 중징계하기로 했다.[38][39]
- 2010년 1월, 전라북도지역 전국교직원노동조합 간부 4명에게 무죄가 선고되었다.[40]
- 2010년 9월, 시국선언을 주도하여 국가공무원법 위반으로 기소된 전국교직원노동조합 경북지부장에 대해 벌금 100만원이 선고되었다.[41]

## 같이 보기
- 1960년 대한민국 시국선언